# ポールステル級補給艦
ポールステル級補給艦（オランダ語: bevoorradingsschip van de Poolsterklasse）は、オランダ海軍が運用していた補給艦の艦級。なお退役後、ネームシップはパキスタン海軍に売却され、「モーウィン」（PNS Moawin）として再就役している。

## 概要
ネームシップは貨油8,000トンを含む10,300トンの搭載能力を備えており、洋上移送装置としては艦橋構造物と船尾楼のあいだの主甲板に設けられた2基の補給用門型ポストと、艦首甲板のデリッククレーン2基を備えていた。短期間であれば、海兵隊員300名を乗艦させることができる。
また、対潜掃討群に随伴しその構成艦となる必要上、補給艦としては異例に強力な対潜戦能力を備えており、艦自身がソナーを備えるほか、3機のアグスタウェストランド リンクス哨戒ヘリコプターを搭載することができる。
なお、DA-01レーダーは1983年にデッカ2459に換装され、湾岸戦争の直前にはゴールキーパーCIWSが搭載された。

### 発展型
およそ10年遅れて建造された2番艦「ザウデルクライス」は、貨油の搭載能力を9,000トンに拡張したほか、航空燃料（TR-5）400トンや真水200トン、予備部品や弾薬を搭載できるようになっている。
洋上移送装置としては、ネームシップと同様に主甲板に2基の門型ポストを設置し、両舷に2ヶ所ずつの液体貨物用ステーションを設けているほか、艦首甲板には物品（ドライ・カーゴ）の輸送用として、スライディング・ステイに対応したポストを設置している。
主機関はヴェルクスプール社製のTM-410 16気筒ディーゼルエンジン2基とされている。
これらの改設計により、満載排水量は17,357トンに増加した。

## 同型艦
| #     | 艦名                               | 起工           | 就役           | 退役           |
| ----- | ---------------------------------- | -------------- | -------------- | -------------- |
| A 835 | ポールステル HNLMS Poolster        | 1962年 9月19日 | 1964年 9月29日 | 1994年 7月29日 |
| A 832 | ザウデルクライス HNLMS Zuiderkruis | 1973年 7月16日 | 1975年 6月27日 | 2012年 2月10日 |